# 三井制粉场
三井制粉场原名增裕面粉场，由德国商人于1897年（清光绪二十三年）在上海杨树浦路创办，是中国第一家使用蒸汽机的面粉厂，1911年（清宣统三年）改用电动机，是上海第一家使用电机的工厂。1915年（民国四年）日本三井物产株式会社将其收购并改为此名，1926年停产。